# EV SSL
Extended Validation Certificates (EV SSL, z ang. certyfikaty rozszerzonej walidacji) – specjalny typ certyfikatu X.509, który wymaga obszerniejszego postępowania z wnioskiem podmiotu przez Urząd certyfikacji przed wydaniem.
Kryteria wydawania certyfikatów EV definiowane są przez wytyczne dla certyfikatów rozszerzonej walidacji, aktualnie w wersji 1.6.8.
Kryteria tworzone są przez CA/Browser Forum, dobrowolną organizację.

## Interfejs użytkownika
Przeglądarki z wsparciem certyfikatów EV wyświetlają więcej informacji dla certyfikatów EV niż dla wcześniejszych certyfikatów SSL. Microsoft Internet Explorer 7, Firefox 3, Safari 3.2, Opera 9.5, i Google Chrome mają wsparcie dla EV.